# NGC 254
NGC 254 là một thiên hà dạng hạt đậu nằm trong chòm sao Ngọc Phu. Nó được phát hiện bởi John Herschel vào năm 1834.